# 山中思友人
〈山中思友人〉，或名〈山中思故人〉、〈山中思友〉，古琴曲，首見於《神奇秘譜》中的「太古神品」，與該譜中上一曲〈秋月照茅亭〉據傳同為蔡邕或左思所作。今有姚丙炎、姚公白、吳文光等人打譜或演奏的版本。

## 史料
被收錄於《神奇秘譜》、《浙音釋字琴譜》、《風宣玄品》、《重修真傳琴譜》及《琴苑心傳全編》等譜中。

## 曲意
《神奇秘譜》：「臞仙曰：『是曲者，與《秋月照茅亭》一人之所作也。蓋曲之趣也，我有好懷，無所控訴，或感時，或懷古，或傷悼，而無所發越者，非知音何以與焉。故思我昔日可人，而欲為之訴，莫可得也，乃作是曲。故前聖之所謂道之不行，乃思聖人。故曰，我思美人天一方，欲往從之不能忘。是其言也。』」

## 演奏版本
- 《神奇秘譜》，姚丙炎打譜。[3]姚公白演奏並錄音。[4][5]
- 《神奇秘譜》，吳文光打譜。[6]